# 米川伸一
米川 伸一（よねかわ しんいち、1931年12月6日 - 1999年11月18日）は、日本の歴史学者・経営学者。経済学博士。専門はイギリス史、経営史。一橋大学名誉教授。かつて日本が経営史研究で世界をリードしていた1960年代から1980年代にかけて、日本を代表する経営史学者として知られた。

## 人物・経歴
東京市出身。世田谷区立松原小学校、日本学園中学校、成蹊高等学校を経て、1956年一橋大学経済学部卒業、1958年同大学大学院経済学研究科修士課程修了、1961年同博士課程修了、経済学博士第1号。論文の名前は「中・近世ノーフォクにおける社会経済的発展 : 近代資本主義社会の成立に関する一研究」。一橋大学では増田四郎教授に師事した。
1961年一橋大学商学部専任講師、1965年同助教授、1973年同教授、1994年定年退官、一橋大学名誉教授、明星大学教授。1999年正四位。門下に湯沢威（学習院大学名誉教授）、鈴木良隆（一橋大学名誉教授）、和田一夫（東京大学名誉教授）、西川登（神奈川大学教授）、濟藤友明（東京理科大学教授） など。

## 著作

### 著書
- 『ロイアル・ダッチ=シェル : 欧州石油資本八〇年の歩み』東洋経済新報社 1969年
- 『イギリス地域史研究序説」未来社 1972年
- 『経営史学：生誕・現状・展望』東洋経済新報社 1973年
- 『現代イギリス経済形成史』未来社 1992年
- 『紡績業の比較経営史研究：イギリス・インド・アメリカ・日本』有斐閣 1994年
- 『東西繊維経営史』同文舘出版 1997
- 『紡績企業の破産と負債』日本経済評論社 2000